# LEGO Legends of Chima: Speedorz
LEGO Legends of Chima: Speedorz è un videogioco di corse online basato sul tema LEGO Legends of Chima. Il gioco è stato sviluppato dalla TT Games. Il gameplay è incentrato sul raccogliere i gettoni Lego e sfidarsi in gare con gli animali del mondo di Chima su moto chiamate "Speedorz". Il gioco è stato reso disponibile sul sito della LEGO dal 3 gennaio 2013. Per accedere al gioco è necessario un browser internet e si può giocare sia da PC che da smartphone.